# 潘小濤
潘小濤（1962年6月12日—），筆名張華，香港資深傳媒人，前《蘋果日報》新聞記者。潘小涛对两岸和香港时事观点與壹傳媒相同，是现时香港中文傳媒時事評論員之一，与刘锐绍、萧若元、梁文道、马家辉等香港時事評論員並稱。他不認同中共政權的治國手法，相信民主救國。現時於商業一台《國際線：串》擔任節目主持。在節目中經常以嘲笑，挖苦方式，批評香港政府和中國大陸政府。

## 簡歷
潘小濤祖籍廣東，在香港出生長大，中小學就讀於石籬宣道小學（即現時的黃埔宣道小學）及聖公會林護紀念中學。畢業於香港大學電腦科學系，其後再入香港大學深造，獲比較亞洲研究碩士學位。曾為《現代日報》、《星島日報》和《亞洲時報》記者。1995年《蘋果日報》創刊，他加盟並工作約10年，其後更擔任該報中國版主任。2003年SARS爆發期間，他開始撰寫中國評論。
曾經和李慧玲主持節目《左右大局》；亦先後與王慧麟及江麗芬主持《打書釘》。他也曾與黃永合作，一同主持《在晴朗的一天出發》（881）及《發現新大陸》。此外，他在《在晴朗的一天出發聲音專欄》有一個聲音專欄名為《萬佛朝中》，「中」意指中國大陸，內容主要講述中國內地的新聞。 2008年10月初，潘小濤于881展開新節目《串》，連同何亦文集中討論中國大陸議題，并在不久之后離開在晴朗的一天出發（881）節目。原有的聲音專欄《萬佛朝中》則依然保留。2010年推出首部著作《國情》。第二部著作《國情2 - 黨國體制》於2011年6月出版，2012年7月出版《國情3─維穩壓倒一切》，為一年一度的國情三部曲終章。
潘小濤於2010年4月29日在其商台節目《串》中，批評商台把深宵時段售予民建聯，是「引入魔鬼」，因為，在沒有《政黨法》、《政治捐獻法》及《新聞法》等規管，有財力的政黨容易壟斷媒體。此番言論遭民建聯功能界別議員黃定光指責為「妖言惑眾」。潘小濤後來在報章文章澄清，自己的原話是針對所有政黨，民建聯議員只是對號入座。
潘小濤於2013年1月開始取代朱薰主持商台節目《在晴朗的一天出發》（903）。
2020年7月，潘小濤於商台節目《在晴朗的一天出發》內表示，他會以個人理由辭職，不過之後仍會以客席身分主持商台的節目。2020年8月7日，潘小濤最後一天主持節目，離開後位置會由的第一代主持盧覓雪接替。

## 現主持節目
- 《國際線》 ：《串》

## 曾主持節目
- 《在晴朗的一天出發(881)》
- 《發現新大陸》（人物篇、武術篇、民國軍閥篇、軍事戰爭篇、文革篇、外交篇）
- 《打書釘》
- 《2012年台灣總統選舉直播》（特備節目，與黃永和李慧玲共同主持）
- 《左右大局》
- 《宜樂無窮》
- 《在晴朗的一天出發聲音專欄－萬佛朝中》
- 《在晴朗的一天出發(903)》
- 《串－跨境串燒》
- 《串》
- 《讀懂中國》

## 家庭生活
潘小濤已婚，育有一子一女。

## 著作
- 潘小濤（2010）。《國情》。香港：圓桌文化。ISBN 9789888072576 。
- 潘小濤（2011）。《國情(2)－－黨國體制》。香港：圓桌文化。ISBN 9789888122165 。
- 潘小濤（2012）。《國情 (增訂版)》。香港：圓桌文化。ISBN 9789888164844 。
- 潘小濤（2012）。《國情(3)－－維穩壓倒一切》。香港：圓桌文化。ISBN 9789888164615 。
- 潘小濤（2012）。《國情(3)－－維穩壓倒一切（國民教育良心版）》。香港：圓桌文化。ISBN 9789888164837 。
- 潘小濤（2012）。《國情增訂版（加：國民教育良心版）》。香港：圓桌文化。ISBN 9789888164844 。
- 李彭廣、陳雲、潘小濤（2012）。《九評政府黨》。香港：次文化。ISBN 9789629923044 。
- 潘小濤（2013）。《畸形國情──強國不強民》。香港：圓桌文化。ISBN 9789888223664 。

## 外部参考
- 潘小濤在881903.com的個人簡介 （页面存档备份，存于）
- 潘小濤的Facebook專頁
- 潘小濤的Facebook專頁（已失效或頁面可能已被移除。)
- 潘小濤到嶺南衡怡紀念中學面談活動留影